# 西遊記〜はじまりのはじまり〜
『西遊記〜はじまりのはじまり〜』（さいゆうき〜はじまりのはじまり〜、原題：西遊 降魔篇）は、2013年公開の中国本土・香港合作映画。チャウ・シンチー（周星馳）監督作品。後に三蔵法師となる玄奘と孫悟空らの出会いが描かれる。
エンディングに「Gメン'75」のオープニングテーマ曲が使用されている。
2017年にはキャストを一新した続編『西遊記2〜妖怪の逆襲〜』（原題：西遊 伏妖篇、ツイ・ハーク監督）が製作された。

## あらすじ
妖怪ハンターを生業とする青年・玄奘は、川で謎の妖怪（後の沙悟浄）によって窮地に陥っていたところを、美人の同業者・段に救われた。その後、また別の妖怪（後の猪八戒）相手に悪戦苦闘していたところ再び段に救われ、一度はその妖怪を生け捕りにするも、逃げられてしまった。師匠から「五指山の麓に封印されている孫悟空がその妖怪を倒せるが、性格に難があり注意の必要な人物である」と教えられ、同業者たちとの接触や妖怪たちの妨害が発生する中、玄奘は五指山へ行った。そして、玄奘は、久々の来訪者に喜ぶ悟空に妖怪退治の協力を要請した。

## キャスト
- 玄奘（三蔵法師）：ウェン・ジャン（日本語吹替：斎藤工[5]）
- 段：スー・チー（日本語吹替：貫地谷しほり[8]）
- 孫悟空：ホアン・ボー（日本語吹替：山寺宏一[5]）
- 空虚王子（虚弱王子）：ショウ・ルオ（日本語吹替：神谷浩史[5]）
- 沙悟浄：リー・ションチン（イメージキャスト：箕輪はるか[5][注 1]）
- 猪八戒：チェン・ビンキャン（イメージキャスト：近藤春菜[5]）
- 天残脚（足じぃ）：チャン・チャオリー（日本語吹替：羽佐間道夫[5]）
- チビ助：（日本語吹替：田中真弓[5]）
- スーメイ：クリッシー・チャウ（日本語吹替：桜 稲垣早希[5]）
- 玄奘の師匠：程思寒（日本語吹替：茶風林[5]）
- 虎筋蟷螂（とらすじかまきり）アニキ：シン・ユー（日本語吹替：立木文彦）
- 花おばさん：（日本語吹替：野沢雅子[5]）
- その他の声の出演：久野美咲、後藤光祐、烏丸祐一、チョー、下山田綾華、上田燿司、河西健吾、吉田麻実、各務立基、白川万紗子、小林親弘、菅原雅芳、下妻由幸、宮本克哉、LiLiCo、いとうせいこう

## スタッフ
- 監督：チャウ・シンチー
- 共同監督：デレク・クォック
- 製作：チャウ・シンチー、アイビー・コン
- 製作総指揮：エレン・エリアソフ、ドン・ピン、ビル・コン
- 脚本：チャウ・シンチー、デレク・クォック、ローラ・フオ、ワン・ユン、ファン・チーチャン、ルー・ゼンユー、リー・シェン・チン、アイビー・コン
- 撮影：チョイ・サンフェイ
- 美術：ブルース・ユー
- 音楽：レイモンド・ウォン
- 編集：チャン・チーワイ
- アクション指導：クー・フェンチウ
- 日本語版スタッフ
  - 字幕翻訳：岸田恵子
  - 吹替翻訳：税田春介
  - 吹替演出：打越領一
  - 日本語吹替版制作：ACクリエイト

## 公開
本作は中国で春節の2013年2月10日に公開され、初日興行収入8,165万元の中国国内新記録を樹立。2月14日には1日の興行収入で中国史上最高の1.256億元を記録した。公開から5週連続で中国国内1位の興行成績を記録。2013年の年間興行成績で中国国内1位の12.46億元を記録。
日本では2014年11月21日に、アジア映画の新レーベル『GOLDEN ASIA』の第1弾として日活と東宝東和の共同配給により公開された。
全世界の興行収入は2.15億ドルを記録している。

## 影響
本作は監督が熱烈なファンであるドラゴンボールに影響を受けたと述べており、本作を絶賛したドラゴンボール原作者の鳥山明がポスターを描き下ろした。

## 評価
批評家からは好評だった。Rotten Tomatoesには24のレビューが寄せられ、レーティングは92%だった。
加重平均値を求めるレビューサイト Metacriticでは13のレビューが寄せられ、平均点は 68点だった。

### 盗作疑惑
玄奘と孫悟空の戦いが決着する本作のラストシーンが、カプコンのゲーム『アスラズ ラース』のシーンの盗作ではないかとユーザーの間で話題になった。ゲーム業界関係者によれば、カット割りやイメージの類似性の高さから「盗作と言える」と指摘されている。
この件について、監督や配給会社からのコメントは出ていないが、映画の関係者は、製作の過程で日本のゲームを参考にしたと監督が語ったことがあると述べている。